# Hanuš Papoušek
Hanuš Papoušek (* 9. September 1922 in Letovice; † 5. Mai 2000 in München) war ein tschechischer Kinderarzt, Hochschullehrer und Erforscher der frühen Mutter-Kind-Beziehung.

## Leben
Hanuš Papoušek stammte aus einer Familie von Lehrern und Musikern, sein Vater war Direktor einer Masaryk-Versuchsschule in Brünn, sein Großvater war ein Freund und Kollege von Leoš Janáček. 1941 beendete er die Sekundarschule. Da zu dieser Zeit die Tschechoslowakei von den Nationalsozialisten besetzt war, konnte er nicht studieren, sondern war als junger Mann gezwungen, in der Kriegsindustrie zu arbeiten.
Nach dem Ende des Zweiten Weltkrieges studierte er Medizin an der Purkinje-Universität (heute Masaryk-Universität) in Brünn. 1949 schloss er sein Medizinstudium mit der Promotion zum Dr. med. ab. Nach einer Postdoc-Phase in Pädiatrie an der Kinderabteilung in Kroměříž wechselte er an das Forschungsinstitut für Mutter- und Kinderbetreuung in Prag und leitete dieses zwischen 1953 und 1970; hier wurde interdisziplinär die Verhaltensentwicklung und die immunologischen Resistenz bei Säuglingen erforscht. 1959 wurde er Kandidat der Wissenschaften für Entwicklungsneurophysiologie an der Karlsuniversität in Prag mit einer Arbeit über „konditionierte motorische Reflexe durch Nahrung beim Kind“. 1969 erwarb er den Titel eines Dr. scient. med. für seine Forschungen über frühe Lernfähigkeiten bei menschlichen Säuglingen. In der Folge nahm er mehrere Gastprofessuren in den USA an. Dabei arbeitete als Visiting Professor für Entwicklungspsychologie an der Universität Denver (1965–66), als Gastprofessor für Entwicklungspsychobiologie an der Harvard-Universität in Boston (1968) und als Harvard Honorary Research Associate am Center for Cognitive Studies, Department of Psychology and Social Relations, und am Medical Center of Children’s Hospital (1970–72). Dort erforschte er intensiv mit seiner Frau Mechthild die vorsprachliche Kommunikation zwischen Eltern und Kindern sowie in vergleichenden Studien diese Kommunikation bei Menschen, Bonobos und Gorillas. 1974 erfolgte die Habilitation an der Medizinischen Fakultät der Ludwig-Maximilians-Universität München.
Aufgrund der politischen Entwicklungen (Prager Frühling und der nachfolgenden Besetzung durch die Sowjetunion) kehrte er nicht mehr nach Prag zurück, sondern verlegte seinen Lebensmittelpunkt nach München. Hier konnte er von 1972 bis 1988 seine Forschungstätigkeit am Max-Planck-Institut für Psychiatrie als Leiter der Abteilung Entwicklungspsychobiologie und als Professor für Entwicklungspsychobiologie an der Ludwig-Maximilians-Universität München fortsetzen. 1985 bis 1986 war er als Gastwissenschaftler im Labor für vergleichende Ethologie des National Institute of Child Health and Human Development in Bethesda (Maryland) tätig. 1988 bis 1993 hatte er eine Gastprofessur für Entwicklungspsychologie an der Freien Universität Amsterdam inne. Nach der Pensionierung nahm Hanuš Papousek mit seiner Frau ein Angebot des Instituts für Sozialpädiatrie und Jugendmedizin der Ludwig-Maximilians-Universität München an, wo sie bis zuletzt ihre Studien zur vorsprachlichen Eltern-Kind-Kommunikation weiterführen konnten. 1998 wurde er zum ausländischen Gastprofessor der Karlsuniversität Prag und Pilsen ernannt.

## Werk
Schwerpunkt seiner Arbeiten waren die Entwicklung von Lernfähigkeiten in den ersten Lebensmonaten, die frühe soziale und kommunikative Entwicklung, die frühen musikalischen Fähigkeiten, das Spiel sowie vor allem intuitive Formen des elterlichen Verhaltens und elterlicher Unterstützung von diesen Fähigkeiten gegenüber ihren Säuglingen. Nach seinen Überzeugungen bedingen sich Kultur und phylogenetische Prädispositionen dabei gegenseitig, da beides phänotypische Verwirklichungen genotypischer Programme sind. Elterliche Intuition hat sich dabei allerdings als keineswegs störresistent herausgestellt, sondern kann sogar völlig gehemmt werden, z. B. beim Zerfall mütterlicher Wunschvorstellungen während der Schwangerschaft oder bei postpartaler Depression.

„Hanuš Papoušeks Vermächtnis an uns ist die Bedeutung der elementaren zwischenmenschlichen Grundlagen für eine würdige Entwicklung des Menschen von der Geburt an, die er ebenso überzeugend wie nachdrücklich bewusst gemacht und erforscht hat.“

## Ehrungen
- Ehrenmitglied der European Society for the Cognitive Sciences of Music
- Prochaska-Preis 1961 für seine Monografie über kindliches Lernen[2]
- Heinrich-Hoffmann-Medaille 1989 der Deutschen Gesellschaft für Kinder- und Jugendpsychiatrie für Beiträge zur Kinderpsychiatrie
- Arnold-Lucius-Gesell-Preis 1998 durch die Theodor-Hellbrügge-Stiftung für die Bereitstellung wissenschaftlicher Grundlagen für frühe präventive Intervention und Entwicklungsrehabilitation
- Society for Research in Child Development 1995 Award for Distinguished Scientific Contributions to Child Development
- Präsident der International Society for Infancy Studies (ICIS) 2000–2002
- Posthumous Contribution Award 2018 der International Society for Infancy Studies (ICIS)

## Publikationen (Auswahl)
- mit Joest W. Martinius: Responses to Optic and Exteroceptive Stimuli in Relation to State in the Human Newborn: Habituation of the Blink Reflex. In: Neuropediatrics. Bd. 1 ( 4), 2008, S. 452–460. [URN: urn:nbn:de:101:1018091107093123005255 doi:10.1055/s-0028-1091831]
- mit Mechthild Papoušek: Biological basis of social interactions: Implications of research for an understanding of behavioural deviance. In: Journal of Child Psychology and Psychiatry. Band 24, Nr. 1, 2006, S. 117–129. doi:10.1111/j.1469-7610.1983.tb00109.x
- mit Mechthild Papoušek: Innate and cultural guidance of infants' integrative competencies: China, the United States, and Germany. In: M. H. Bornstein (Hrsg.): Cultural approaches to parenting. Lawrence Erlbaum Associates, Mahwah 1991, S. 23–44.
- mit Mechthild Papoušek: Stimmliche Kommunikation im frühen Säuglingsalter als Wegbereiter der Sprachentwicklung. In: H. Keller (Hrsg.): Handbuch der Kleinkindforschung. Springer, Berlin 1989. doi:10.1007/978-3-642-83882-8_27
- mit Mechthild Papoušek und Monika Haekel: Didactic adjustments in fathers' and mothers' speech to their 3-month-old infants. In: Journal of psycholinguistic research. Bd. 16, Nr. 5, 1987, S. 491–516. doi:10.1007/BF01073274.
- mit Mechthild Papoušek: Structure and dynamics of human communication at the beginning of life. In: European archives of psychiatry and clinical neuroscience. Bd. 236, Nr. 1, 1986, S. 21–25. doi:10.1007/BF00641053
- mit Mechthild Papoušek: Mirror image and self-recognition in young human infants: I. A new method of experimental analysis. In: Developmental Psychobiology. Band 7, Nr. 2, 1974, S. 149–157. doi:10.1002/dev.420070208

Herausgeberwerke
- mit Uwe Jurgens und Mechthild Papousek: Nonverbal Vocal Communication: Comparative and Developmental Approaches (= Studies in Emotion & Social Interaction). Cambridge University Press, Cambridge 1992.